# Taihe (köpinghuvudort i Kina, Jiangxi Sheng, lat 27,05, long 116,61)
Taihe är en köpinghuvudort i Kina. Den ligger i provinsen Jiangxi, i den sydöstra delen av landet, omkring 190 kilometer söder om provinshuvudstaden Nanchang. Antalet invånare är 20 197. Befolkningen består av 9 733 kvinnor och 10 464 män. Barn under 15 år utgör 19,0 %, vuxna 15-64 år 73 %, och äldre över 65 år 7,0 %.
Runt Taihe är det ganska tätbefolkat, med 144 invånare per kvadratkilometer. Närmaste större samhälle är Baishe, 17,3 km väster om Taihe. I omgivningarna runt Taihe växer huvudsakligen savannskog.
Genomsnittlig årsnederbörd är 2 454 millimeter. Den regnigaste månaden är juni, med i genomsnitt 431 mm nederbörd, och den torraste är oktober, med 19 mm nederbörd.